# Паолиси (Казерта)
Паолиси је насеље у Италији у округу Казерта, региону Кампанија.
Према процени из 2011. у насељу је живело 37 становника. Насеље се налази на надморској висини од 129 м.